# Cosme Mariano Argerich
Cosme Mariano Argerich (Buenos Aires, 26 de septiembre de 1758 - ibídem, 14 de febrero de 1820) fue un médico argentino de destacada actuación durante y después de la Revolución de Mayo.

## Biografía
Era hijo del cirujano militar Francisco de Argerich, catalán afincado en el virreinato del Río de la Plata. Viajó a España a estudiar medicina, y se recibió en la Real y Pontificia Universidad de Cervera, con el título de "Doctor en Medicina del Gremio y Claustro" en 1783.
De regreso a Buenos Aires, en 1794 fue nombrado examinador del Protomedicato del Río de la Plata, institución oficial que nucleaba a los médicos de la ciudad. Ejerció la medicina de manera privada y pública, ayudando en algunos hospitales organizados por las órdenes religiosas y en el Colegio de Huérfanos. Desde 1802 dictó la cátedra de medicina en el protomedicato.
Participó en la lucha contra los brotes de viruela en 1794 y 1796. Publicó un artículo en el periódico Telégrafo Mercantil, donde recomendaba recurrir a la vacunación antivariólica. En 1805 introdujo en Buenos Aires la primera vacuna contra la viruela; esta fue importadas indirectamente desde Gran Bretaña (donde el médico rural Edward Jenner había descubierto en 1796 la inmunización contra la viruela), traída por una esclava negra en una herida que mantuvo abierta durante todas las semanas de viaje, en un buque portugués.
El 30 de agosto de 1805, Argerich y Saturnino Segurola empezaron a vacunar sin cargo a cuantos se presentaran a ser inoculados.
Actuó en las invasiones inglesas como oficial del segundo escuadrón de los Húsares de Pueyrredón, pero en cuanto comenzaron las batallas, se destacó como cirujano, para atender a los heridos. Ayudó tanto a criollos como a británicos por igual, y fue nombrado médico jefe del Hospital de la Caridad.
Integró la Logia Independencia después de ser iniciado masón durante las invasiones inglesas.
Participó en el cabildo abierto del 22 de mayo de 1810 y se pronunció contra el virrey Baltasar Hidalgo de Cisneros. Después de la Revolución de Mayo sirvió como jefe del Protomedicato.
En 1812, junto con Luis José de Chorroarín y Diego Estanislao Zavaleta, compusieron un plan de estudios generales y de educación pública, que resultó impracticable. Se le encomendó que proyectara otro más reducido, limitado solamente a los estudios médicos, que la Asamblea del Año XIII aprobó para la Facultad de Medicina, que no había sido creada aún como tal. A solicitud de la misma Asamblea transformó la Facultad en otra institución de urgente necesidad en aquel momento, a la que se conocería como "Instituto Médico Militar", del cual nombrado director. Allí se formó una generación de médicos porteños.
Desde 1813 se desempeñó como cirujano del Ejército del Norte, acompañando al general Manuel Belgrano y asistiendo a los heridos de las batallas de Tucumán y Salta. Proyectó un Reglamento de Medicina Militar.
En 1816 regresó a Buenos Aires, debido a su mala salud. Proveyó al general José de San Martín de los insumos médicos y sanitarios para las campañas a Chile del Ejército de los Andes. Pasó el resto de su vida enseñando medicina, y organizó la sanidad del puerto.
Falleció en Buenos Aires en febrero de 1820, a los 61 años de edad. Sus restos descansan en el cementerio de la Recoleta.
Tres de sus hijos fueron tan destacados como él, Francisco Cosme Argerich (1788-1846) médico, Juan Antonio Argerich sacerdote canónigo de la catedral y el coronel Luis Argerich. Además tuvo un nieto médico llamado Juan Antonio Argerich (1836-1905).